# Detroit, Texas
Detroit är en stad i Red River County i nordöstra Texas. Vid folkräkningen år 2000 bodde 776 personer på orten. Den har enligt United States Census Bureau en area på totalt 4,1 km², allt är land.
1. ↑  United States Census Bureau, 2010 U.S. Gazetteer Files, United States Census Bureau, 2010, läst: 9 juli 2020.[källa från Wikidata]
2. ↑  United States Census Bureau (red.), USA:s folkräkning 2020, läs online, läst: 1 januari 2022.[källa från Wikidata]